# Pulchrastele
Pulchrastele is een geslacht van weekdieren uit de klasse van de Gastropoda (slakken).

## Soorten
- Pulchrastele septenarium (Melvill & Standen, 1899)